# Lijst van werken van Jan van Eyck
Dit is een overzicht van de werken die aan Jan van Eyck of aan medewerkers uit zijn atelier worden toegeschreven. De gegevens en titels zijn grotendeels ontleend aan: 
- Maximiliaan Martens et al. (red.), Van Eyck. Een optische revolutie, 2020, Uitgeverij Hannibal – MSK Gent, p. 493-495

In de desbetreffende artikelen wordt nader ingegaan op de problemen rond de toeschrijvingen en dateringen.

## Hoofdwerken
| Afbeelding | Titel | Datering               | Techniek                                       | h × b (cm)                                      | Locatie                                                                         |
| ---------- | --- | ---------------------- | ---------------------------------------------- | ----------------------------------------------- | ------------------------------------------------------------------------------- |
|            | Met Hubert van Eyck: Het Lam Gods of Lam Godsretabel                                                                               | 1432                   | olieverf op paneel                             | gesloten: 375 × 257                             | Gent, Sint-Baafskathedraal                                                      |
|            | Met Hubert van Eyck: Het Lam Gods of Lam Godsretabel                                                                               | 1432                   | olieverf op paneel                             | geopend: ca. 350 × 461                          | Gent, Sint-Baafskathedraal                                                      |
|            | Turijns-Milanees Getijdenboek, fol. 93v: De geboorte van Johannes de Doper God de Vader (initiaal) Doop van Christus (bas-de-page) | circa 1420 of ca. 1435 | tempera, goud en inkt op perkament (miniatuur) | 28 × 19                                         | Turijn, Museo civico d'arte antica (andere bladen zijn verloren gegaan in 1904) |
|            | Turijns-Milanees Getijdenboek, fol. 116r: Dodenmis Begrafenis (bas-de-page)                                                        | circa 1420 of ca. 1435 | tempera, goud en inkt op perkament (miniatuur) | 28 × 19                                         | Turijn, Museo civico d'arte antica                                              |
|            | Portret van een man met blauwe kaproen                                                                                             | circa 1430             | olieverf op paneel                             | 22,5 × 16,6                                     | Sibiu, Brukenthalmuseum                                                         |
|            | Portret van een man ('Léal Souvenir')                                                                                              | 1432                   | olieverf op paneel                             | 33,3 × 18,9                                     | Londen, National Gallery                                                        |
|            | Portret van een man (Zelfportret?) voorheen: Portret van een man met rode tulband                                                  | 1433                   | olieverf op paneel                             | 25,7 × 19                                       | Londen, National Gallery                                                        |
|            | Annunciatie | circa 1430-1435        | olieverf op paneel (overgebracht op doek)      | 90,2 × 34,1                                     | Washington D.C., National Gallery of Art                                        |
|            | Annunciatiediptiek | circa 1433-1435        | olieverf op paneel                             | per luik: 39 × 24                               | Madrid, Museo Thyssen-Bornemisza                                                |
|            | Portret van Giovanni Arnolfini en zijn vrouw                                                                                       | 1434                   | olieverf op eiken paneel                       | 81,8 × 59,7                                     | Londen, National Gallery                                                        |
|            | Madonna met kanselier Rolin | 1435                   | olieverf op eiken paneel                       | 66 × 62                                         | Parijs, Louvre                                                                  |
|            | Portret van Baudouin de Lannoy | circa 1435             | olieverf op paneel                             | 26 × 19,5                                       | Berlijn, Gemäldegalerie                                                         |
|            | Madonna met kanunnik Joris van der Paele                                                                                           | 1436                   | olieverf op paneel                             | 122,1 × 157,8                                   | Brugge, Groeningemuseum                                                         |
|            | Portret van Jan de Leeuw | 1436                   | olieverf op paneel                             | 24,6 × 19,2                                     | Wenen, Kunsthistorisches Museum                                                 |
|            | Heilige Barbara | 1437                   | olieverf op paneel                             | dagmaat: 32 × 18,2 inclusief lijst: 41,2 × 27,7 | Antwerpen, Koninklijk Museum voor Schone Kunsten Antwerpen                      |
|            | Lucca-Madonna | 1437                   | olieverf op paneel                             | 65,7 × 49,6                                     | Frankfurt am Main, Städel Museum                                                |
|            | Maria met Kind, de heiligen Catharina en Michael en een schenker ('Dresdentriptiek')                                               | circa 1437             | olieverf op eiken paneel                       | middenpaneel: 33 × 27,5 luiken: 33,1 × 13,6     | Dresden, Gemäldegalerie Alte Meister                                            |
|            | Portret van kardinaal Niccolò Albergati                                                                                            | ca. 1435               | zilverstift op geprepareerd papier             | 21,4 × 18,1                                     | Dresden, Kupferstichkabinett                                                    |
|            | Portret van kardinaal Niccolò Albergati                                                                                            | 1438                   | olieverf op eiken paneel                       | 34 × 29,5                                       | Wenen, Kunsthistorisches Museum                                                 |
|            | Portret van Giovanni di Nicolao Arnolfini                                                                                          | circa 1438             | olieverf op paneel                             | 29 × 20                                         | Berlijn, Gemäldegalerie                                                         |
|            | Portret van Margareta van Eyck | 1439                   | olieverf op paneel                             | 32,6 × 25,8                                     | Brugge, Groeningemuseum                                                         |
|            | Madonna bij de fontein | 1439                   | olieverf op eiken paneel                       | dagmaat: 19 × 12,5 met lijst: 25 × 18,1         | Antwerpen, Koninklijk Museum voor Schone Kunsten Antwerpen                      |
|            | Madonna in de kerk | circa 1440             | olieverf op eiken paneel                       | 31 × 14                                         | Berlijn, Gemäldegalerie                                                         |
|            | De heilige Franciscus ontvangt de stigmata                                                                                         | circa 1435-1440        | olieverf op eiken paneel                       | 29,3 × 33,4                                     | Turijn, Galleria Sabauda                                                        |
|            | De heilige Franciscus ontvangt de stigmata                                                                                         | circa 1440             | olieverf op perkament op eiken paneel          | 12,7 × 14,6                                     | Philadelphia Museum of Art                                                      |

## Jan van Eyck en atelier
| Afbeelding | Titel | Datering        | Techniek                                             | h × b (cm)            | Locatie                                  |
| ---------- | --- | --------------- | ---------------------------------------------------- | --------------------- | ---------------------------------------- |
|            | Madonna bij de fontein (repliek) | circa 1440      | olieverf op paneel                                   | 21,3 × 17,2           | Particuliere verzameling                 |
|            | Kruisiging | circa 1430      | olieverf op paneel (overgebracht op doek)            | 44,1 × 30,2           | Berlijn, Gemäldegalerie                  |
|            | Kruisiging en Laatste Oordeel | circa 1440-1441 | olieverf op doek (overgebracht van paneel)           | per luik: 56,5 × 19,7 | New York, Metropolitan Museum of Art     |
|            | Kruisiging | circa 1440-1445 | goudstift, zilverstift, pen en zwarte inkt op papier | 25,4 × 18,7           | Rotterdam, Museum Boijmans van Beuningen |
|            | Maria met Kind, de heiligen Barbara en Elisabeth en Jan Vos ('Madonna van Jan Vos') (ondertekening deels door Van Eyck; na zijn dood door anderen voltooid) | circa 1441-1443 | olieverf op paneel                                   | 47,3 × 61,3           | New York, Frick Collection               |

## Atelier van Jan van Eyck
De volgende werken worden aan ateliermedewerkers van Jan van Eyck toegeschreven. De meeste zijn kort voor of na diens dood in 1441 ontstaan.
| Afbeelding | Titel                                                                                               | Datering        | Techniek                                                                      | h × b (cm)      | Locatie                                  |
| ---------- | --------------------------------------------------------------------------------------------------- | --------------- | ----------------------------------------------------------------------------- | --------------- | ---------------------------------------- |
|            | De drie Maria's bij het graf (vroeger toegeschreven aan Hubert van Eyck of aan Hubert en Jan samen) | circa 1440      | olieverf op eiken paneel                                                      | 71,5 × 90       | Rotterdam, Museum Boijmans van Beuningen |
|            | Diptiek met Johannes de Doper en Maria met Kind                                                     | circa 1440      | olieverf op paneel                                                            | 37 × 22         | Parijs, Louvre                           |
|            | Twaalf apostelen                                                                                    | circa 1440      | pen en grijsbruine inkt over een voortekening in zwarte metaalstift op papier | ca. 20,3 × 13,9 | Wenen, Albertina                         |
|            | De heilige Hiëronymus in zijn studeervertrek                                                        | circa 1442      | olieverf op paneel                                                            | 20,6 × 13,3     | Detroit, Detroit Institute of Arts       |
|            | Kruisiging                                                                                          | circa 1445      | olieverf op paneel                                                            | 46 × 31         | Venetië, Ca' d'Oro                       |
|            | Levensfontein                                                                                       | circa 1440-1450 | olieverf op paneel                                                            | 181 × 119       | Madrid, Museo del Prado                  |

## Kopieën van verloren gegane schilderijen
| Afbeelding | Titel                             | Datering oorspr. werk | Locatie kopieën |
| ---------- | --------------------------------- | --------------------- | --- |
|            | Portret van Isabella van Portugal | ca. 1428-29 (?)       | - Privécollectie |
|            | Sint-Christoffel                  |                       | - Philadelphia Museum of Art: Olieverf op paneel, ca. 1460-1470, 29,5cm × 21,1 cm - Parijs, Louvre: Tekening, ca. 1480, 19 × 14 cm |
|            | Vrouw aan haar toilet             | ca. 1430-1435         | - Cambridge (Massachusetts), Fogg Museum of Art: olieverf op paneel, ca. 1500, 27,2 × 16,3 cm - Antwerpen, Rubenshuis: Willem van Haecht, De kunstverzameling van Cornelis van der Geest (detail), 1628 |
|            | Vera Icon                         | 1438 en/of 1440       | Gedateerd 1438: - München, Alte Pinakothek: olieverf op eiken paneel, 50,6 × 37,3 cm - Berlijn, Gemäldegalerie: olieverf op paneel, 51 × 39 cm Gedateerd 1440: - verblijfplaats onbekend (voorheen privécollectie, Newcastle upon Tyne): olieverf op paneel, 24 × 17 cm (zonder lijst) - Brugge, Groeningemuseum: 17e-eeuwse kopie, 32 × 26 cm                                                                          |
|            | Madonna van Nicolaas van Maelbeke | circa 1440-1445       | - Wenen, Albertina: Petrus Christus (of atelier), zilverstift op geprepareerd papier (kopie van het middenpaneel), ca. 1445, 27,8 × 18 cm - Neurenberg, Germanisches Nationalmuseum: anoniem, zilverstift op geprepareerd papier (kopie van het middenpaneel), ca. 1445, 13,4 × 10,2 cm - Brugge, Groeningemuseum: anoniem, olieverf op paneel, 17e eeuw, 175,5 × 99,1 cm (middenpaneel) + 172,8 × 41,3 cm (zijpanelen) |

## Navolgers
| Afbeelding | Titel                             | Datering | Techniek                 | h × b (cm) | Locatie                 |
| ---------- | --------------------------------- | -------- | ------------------------ | ---------- | ----------------------- |
|            | Portret van een man met een anjer | na 1484  | olieverf op eiken paneel | 40 × 31    | Berlijn, Gemäldegalerie |